# Tarquinio
Tarquinio  è un nome proprio di persona italiano maschile.

## Varianti
- Maschili: Tarquino[1][2]
- Femminili: Tarquinia[1][2], Tarquina[2]

### Varianti in altre lingue
- Catalano: Tarquini[4], Tarquí[4]
- Croato: Tarkvinije
- Francese: Tarquin
- Inglese: Tarquin[5][6]
  - Ipocoristici: Quin[6]
- Latino: Tarquinius[1][5]
  - Femminili: Tarquinia
- Lituano: Tarkvinijus
- Olandese: Tarquinius
- Polacco: Tarkwiniusz
- Portoghese: Tarquínio, Tarquino, Tarquim, Tarquinho
- Spagnolo: Tarquinio[4], Tarquino[4]

## Origine e diffusione

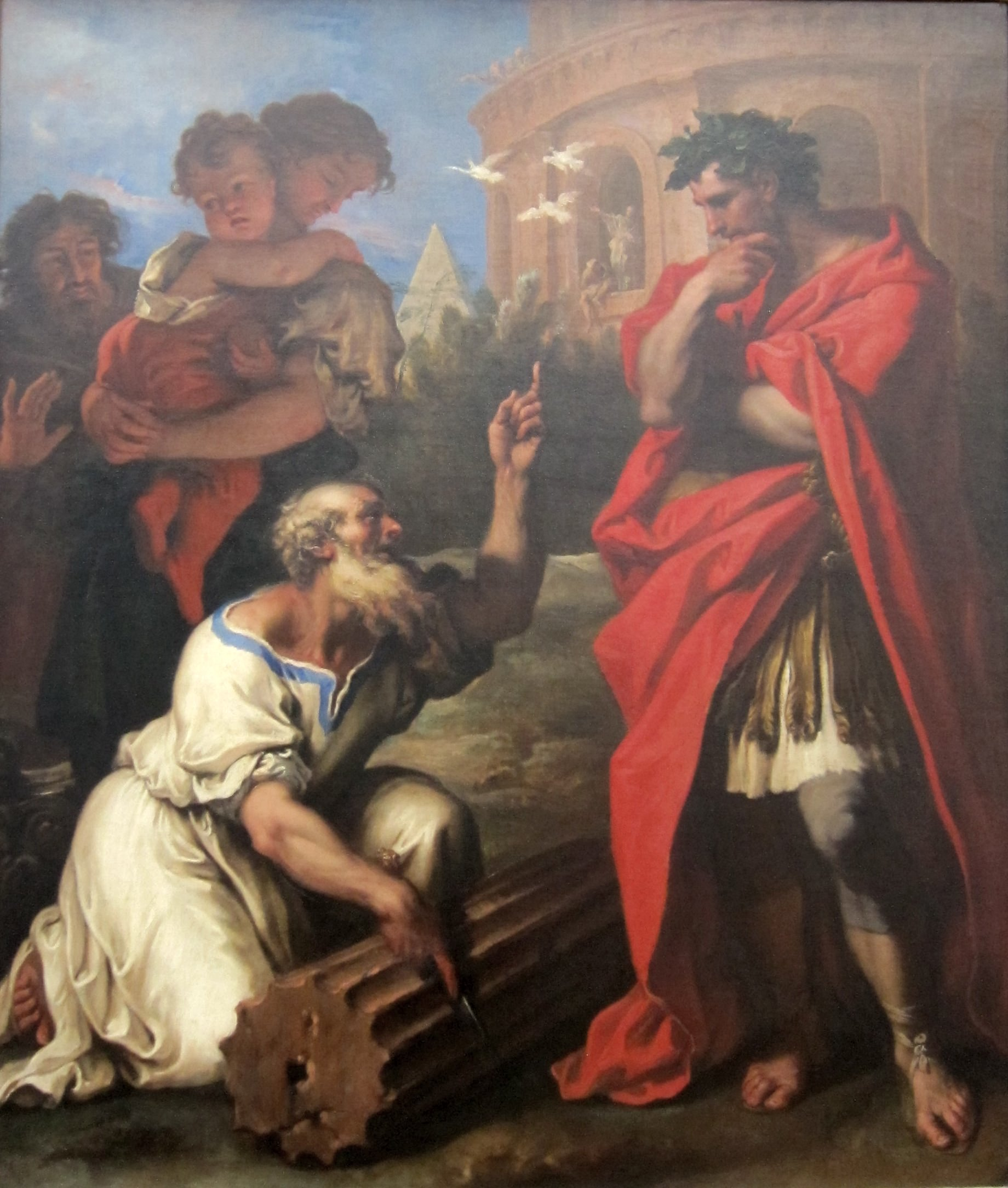
Tarquinio Prisco consulta Attio Nevio, di Sebastiano Ricci

Deriva dal gentilizio latino Tarquinius, portato dal quinto e dal settimo dei sette re di Roma, Tarquinio Prisco e suo figlio Tarquinio il Superbo; si tratta dell'adattamento di un nome etrusco, Tarchn- (o Tarquenna), la cui etimologia, come per tutti i nomi etruschi, è ignota. Alcune fonti lo interpretano come un etnonimo riferito alla città di Tarquinia; questa comunque si chiama così per via di un eroe che porta lo stesso nome etrusco, Tarconte.
Negli anni settanta in Italia il nome era documentato in 1 400 occorrenze circa, accentrate per la metà in Lazio e per il resto disperse su tutto il territorio nazionale.

## Onomastico
Il nome è adespota, cioè non è portato da alcun santo. L'onomastico quindi si festeggia il giorno di Ognissanti, che è il 1º novembre.

## Persone
- Tarquinio Prisco, quinto re di Roma
- Tarquinio il Superbo, settimo re di Roma
- Tarquinio Angiolin, canottiere italiano
- Tarquinio Grassi, pittore italiano
- Tarquinio Jacometti, scultore e fonditore italiano
- Tarquinio Merula, compositore e organista italiano
- Tarquinio Pozzoli, politico italiano
- Tarquinio Provini, pilota motociclistico italiano
- Tarquinio Sini, illustratore e pubblicitario italiano

### Variante femminile Tarquin
- Tarquin Hall, scrittore e giornalista inglese

### Variante femminile Tarquinia
- Tarquinia Molza, compositrice, musicista e poetessa italiana
- Tarquinia Tarquini, soprano italiano

## Il nome nelle arti
- Tarquin Blackwood è un personaggio delle Cronache dei vampiri, scritte da Anne Rice.